# Narai

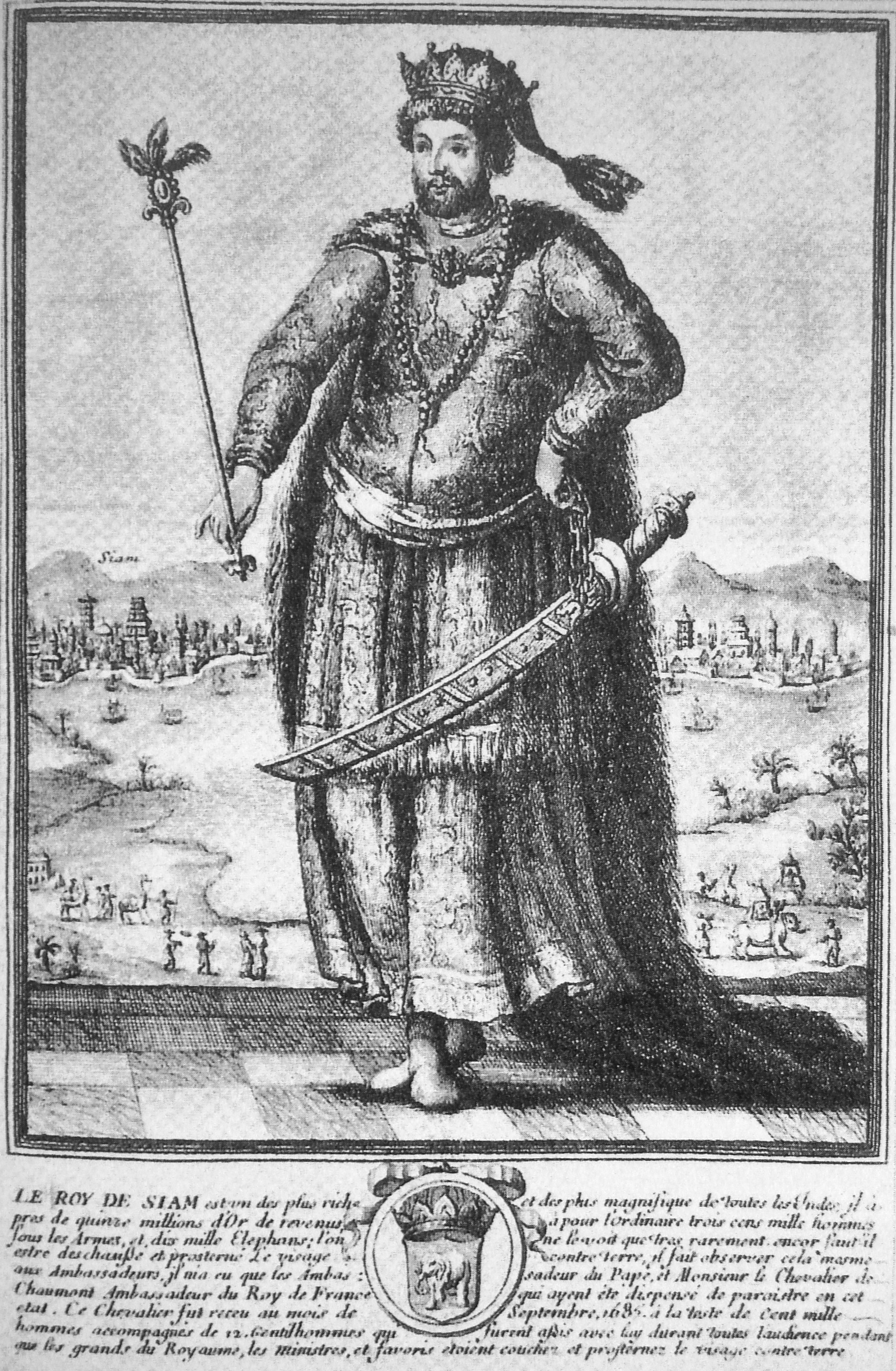
Französische Darstellung von König Narai

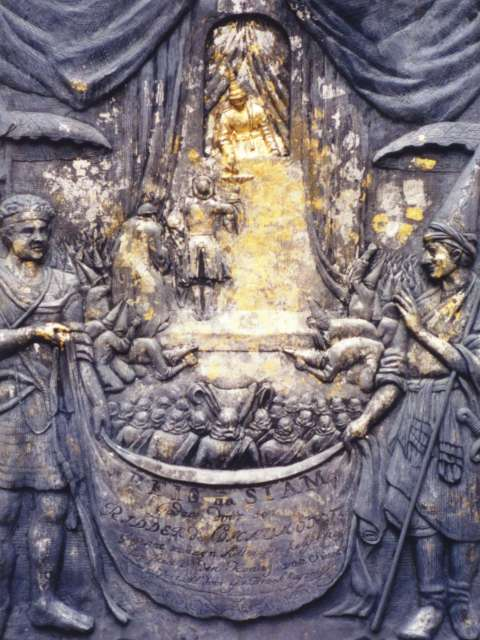
Gedenktafel in den Palastruinen in Lop Buri
König Narai empfängt französische Botschafter

Narai der Große (Thai: สมเด็จพระนารายณ์มหาราช - Somdet Phra Narai Maharat; † 11. Juli 1688 in Ayutthaya) war vom  26. Oktober 1656  bis zu seinem Tode am 11. Juli 1688 König des siamesischen Reiches von Ayutthaya als Nachfolger von König Prasat Thong sowie der nur kurz regierenden Könige Chai und Suthammaracha.

## Leben und Wirken
Nach dem Tod von König Prasat Thong erhielt Narai nach einigen Ränkespielen und Palastrevolten, bei denen seine zwei Vorgänger hingerichtet wurden, „im Jahr 1018 C.S., einem Jahr des Affen, am 8. der Dekade, einem Donnerstag, dem zweiten Tag des abnehmenden Mondes im 12. Monat um 2 Uhr am Nachmittag“ (am 26. Oktober 1656) die Krone. Die Europäer waren auf die wachsende Wirtschaftskraft Siams aufmerksam geworden und gierten nach den reichen Bodenschätzen des Landes. Schon unter seinem Vater hatte es erste Erpressungsversuche durch die Holländer und durch die Japaner gegeben, die sich dadurch selbst aus dem Rennen warfen. Narai entwickelte eine wohlausgewogene Balance-Politik zwischen den europäischen Mächten, die über die Jahrhunderte ein Kennzeichen der Außenpolitik Siams und Thailands werden sollte. Sie sicherte Thailand im Ergebnis die Autonomie innerhalb seiner Landesgrenzen, eine Kolonialisierung – wie bei den anderen südostasiatischen Staaten – konnte Thailand stets abwehren.
Narai wusste die Vorteile der Handelsbeziehungen mit den Europäern zu nutzen und das Land erlebte eine deutliche Modernisierung. Zunächst näherte sich Siam den Franzosen an: 1662 durften sich französische Missionare in Ayutthaya niederlassen und ihre Religion ausüben. Die Franzosen erhofften sich eine Bekehrung der „Ungläubigen“ und damit einen stärkeren Einfluss auf das Land. König Narai interessierte sich vielmehr dafür, wie die Franzosen Kirchen und andere feste Bauten architektonisch umsetzten.
Anfang 1664 kamen die Holländer wieder und erzwangen durch eine Seeblockade Ayutthayas, dass ihnen das Monopol auf den Handel mit Tierhäuten eingeräumt wurde. Einige Scharmützel mit den Birmanen um die Nordgebiete um Chiang Mai brachten keine Veränderung der Lage: Birma blieb Herr über Siams Norden. Im gleichen Jahr machte Narai Lop Buri zu einer „heimlichen“ Hauptstadt des Königreichs.
1677 beauftragte Narai den französischen Ingenieur Lamar mit einer Untersuchung des Isthmus von Kra. Man wollte feststellen, inwieweit der Bau eines Kanals (Kra-Kanal) als Verbindung zwischen dem Indischen Ozean und dem Golf von Thailand möglich wäre. Lamar stellte fest, dass der Bau eines Kanals mit den seinerzeitigen Mitteln undurchführbar war.
1678 erreichte der griechische Abenteurer Constantine Phaulkon (Faulcon) Siam und machte sehr schnell Karriere, was mit der freundlichen Haltung Narais gegenüber den Europäern zusammenhing. Als Kanzler machte Phaulkon hinterrücks Politik für Frankreich und versuchte, die anderen Mächte möglichst weit hinauszudrängen. 1680 wurde die Französisch-Ostindische Handelsgesellschaft in Ayutthaya eingerichtet. Das rief die Engländer auf den Plan, die versuchten, ihren Einfluss zu vergrößern. Sie wurden von Narai jedoch offiziell aufgefordert, sich aus Siam zurückzuziehen.
Nach Jahren stillen Zorns wurde es der Europa nicht freundlich gesinnten Fraktion zu viel. Man plante den Sturz von Narai, eine schwere Erkrankung des Königs kam dabei zu Hilfe. In Lop Buri wurde er von seinem Pflegebruder Phra Phetracha in Hausarrest gehalten. Sein Adoptivsohn Phra Pia wurde ermordet. Auch Constantine Phaulkon wurde in Lop Buri als Landesverräter angeklagt und hingerichtet. Um alle Thronerben auszuschalten, ließ Phetracha auch noch dessen Brüder, die Prinzen Chao Fa Apa Ithot und Chao Fa Noy, hinrichten. Am 11. Juli 1688 schließlich starb Narai, ohne einen legitimen Erben zu hinterlassen. Der Weg für Phetracha war frei.